# Denis Marquès
Pour les articles homonymes, voir Marques (homonymie).
Denis Marquès est un cavalier français de doma vaquera installé à Arles, premier pratiquant de cette discipline, il resta longtemps le seul en France.Fondateur et directeur du groupe "ALMA VAQUERA", ballet équestre andalou qui se produit partout en France et en Europe.

## Titres
- 10 fois champion de France
- Champion en 1997 à l'Equus Catalogne de Barcelone.
- Champion du 1er concours international de Carmona - Andalousie en 2002.